# 't Asoosjale Orkest
't Asoosjale Orkest was een Rotterdamse groep die Nederlandstalig werk bracht met maatschappijkritische en soms enigszins komische teksten. Het brein van de groep was Kees Korbijn (1926-2012), die ook Vlammetjes voor Helga geschreven heeft.
De groep bestond uit:
- Toon de Soep (ook wel Mooie Toon genoemd): saxofoon en zang (Toon Vermeer)
- Lange Bart: banjo, bas en zang (Kees Korbijn)
- Vlugge Kees: slagwerk en zang
- Cor Met De Handjes: accordeon en zang (Cor Koenen)
- Jacky van Dam: trom en zang (Jaap Plugers)

De enige hit die de groep heeft gehad, was We zijn zo lui over een stel vrijwillige werklozen.
De vaste kern van de groep waren Kees Korbijn, Toon Vermeer en Cor Koenen. In tegenstelling tot wat men zou verwachten, was Kees Korbijn Lange Bart en niet Vlugge Kees. Deze laatste is in de jaren dat de groep heeft bestaan, door verschillende musici neergezet. Geen van de vaste groepsleden is nog in leven.

## Discografie

### Albums
| Album met eventuele hitnotering(en) in de Nederlandse Album Top 100 | Datum van verschijnen | Datum van binnenkomst | Hoogste positie | Aantal weken | Opmerkingen |
| ------------------------------------------------------------------- | --------------------- | --------------------- | --------------- | ------------ | ----------- |
| 't Asoosjale Orkest                                                 | 1972                  | -                     |                 |              |             |
| Anders dan anders                                                   | 1974                  | -                     |                 |              |             |

### Singles
| Single met eventuele hitnotering(en) in de Nederlandse Top 40 | Datum van verschijnen | Datum van binnenkomst | Hoogste positie | Aantal weken | Opmerkingen |
| ------------------------------------------------------------- | --------------------- | --------------------- | --------------- | ------------ | ----------- |
| We zijn zo lui / 't Asoosjale orkest                          | 1972                  | -                     |                 |              |             |